# Noureddine Morceli
Noureddine Morceli (arabiska: نور الدين مرسلي), född 28 februari 1970, är en före detta algerisk friidrottare (medeldistans).
Morcelis specialgren var framför allt 1 500 meter även om han ofta löpte även andra grenar. På 1 500 meter blev Morceli tvåa på junior-VM 1988. 1991 vann han VM i Tokyo. Vid OS 1992 i Barcelona slutade han sjua i finalen. Morceli vann sedan två VM (1993, 1995) i rad och dessutom OS 1996 i Atlanta. Totalt vann han 45 lopp i rad på 1 500 meter/1 engelsk mil mellan åren 1992 och 1996. Vid VM 1997 fick han se sig besegrad och slutade först fyra. Vid OS 2000 som blev hans sista tävling gick han inte vidare från semifinalen. 
Förutom mästerskapsmedaljerna slog Morceli fem världsrekord – två gånger på 1 500 meter, en gång på den engelska milen, en gång på 2 000 meter och 1 gång på 3 000 meter.

## Personliga rekord
- 800 meter - 1:44,79
- 1 500 meter - 3:27,37
- 1 engelsk mil - 3:44,39
- 2 000 meter - 4:47,88
- 3 000 meter - 7:25,11
- 5 000 meter - 13:03,85